# Your Song (Rita Ora)
Your Song is een nummer van de Britse zangeres Rita Ora uit 2017. Het is de eerste single van haar aankomende tweede studioalbum. 
"Your Song" is mede geschreven door zanger Ed Sheeran, die ook een goede vriend van Rita Ora is. Sheeran is ook te horen als achtergrondzanger op het nummer. Het nummer werd vooral in Europa en Oceanië een grote hit. In het Verenigd Koninkrijk haalde het de 7e positie in de hitlijsten. In de Nederlandse Top 40 haalde het de 18e positie, en in de Vlaamse Ultratop 50 de 6e.